# 斗 (器具)
斗即勺，是中國古代舀水器具；
亦代指测量的容器容積單位。1斗 = 10升，通常用來量米，如陶淵明名句「不為五斗米折腰」；「升斗小民」或「升斗市民」是比喻為生活奔波的老百姓。
1斗白米約重7公斤。

## 註解
1. ↑  官員：目前米價 一碗飯3元很便宜 聯合晚報-何炯榮.陳崑福-2011.05.05

## 另見
- 北斗七星
- 南斗六星